# شارع شكري القوتلي (دمشق)
شارع شكري القوتلي أحد شوارع مدينة دمشق في سوريا، يمتد من جسر وميدان فكتوريا حتى ساحة الأمويين، يسير الشارع بجوار نهر بردى الذي يحاذيه من الجنوب ويقع على جانبي الشارع الكثير من المعالم الهامة منها الفنادق الفخمة مثل فندق ديدمان ميرديان سابقآ وفندق الفور سيزون وفندق سميراميس في جسر فكتوريا وعدد اخر من الفنادق، ويقع في الجهة الجنوبية للشارع معالم دمشقية هامة منها معرض دمشق الدولي القديم أشهر معارض الشرق الأوسط ومبنى متحف دمشق الوطني وتقع التكية السليمانية ومبنى وزارة السياحة. وكذلك دار أوبرا دمشق ومسرح المعرض وسينما دمشق وغير ذلك من المباني، وفي الجهة الشمالية بجوار الفنادق الفخمة والحدائق هناك عدة مباني أميرية حكومية وقصر الضيافة.
تاريخيآ للشارع اهمية كبيره حيث كان يطلق علية قديما شارع الربوة حيث يصل من جسر فكتوريا إلى بداية ربوة دمشق وكذلك أطلق علية شارع بيروت وبعد ذلك أطلق علية شارع القوتلي تكريمآ للرئيس السوري الاسبق شكري القوتلي، ولا ننسى نهر بردى الذي يجاوره الشارع بنوافيره الجميلة الملونه والمناره ليلآ بالون عديدة والمرج الأخضر في الجهة الجنوبية والحدائق بأشجارها الباسقة ومن الحدائق الهامة التي تقع عليه قديمآ { حديقة أو جنينة الشرف } وجنينة المنشية أو حديقة الامة وحديقة أو جنينة الدفتردار التي كانت تضم أنواع نادره وعديدة من الأشجار وكان في السابق ينتصب كازينو دمشق الدولي الذي اشتهر لسنوات طويلة ويقوم مكانه اليوم فندق الفور سيزون الفخم.